# Allagoptera campestris
Allagoptera campestris (Mart.) Kuntze, popularmente conhecido como pissandó, paissandu, pissandu e coqueiro-pissandó, é uma espécie de palmeira baixa, que cresce em solos pobres e que dá frutos saborosos.

## Etimologia
"Pissandó", "paissandu" e "pissandu" são oriundos do tupi antigo pisandó.